# Corynebacterium striatum
Corynebacterium striatum é um bacilo pleomórfico (capacidade de mudar de forma em determinados ambientes) Gram-positivo que tem sido considerado como um saprotrófico das membranas mucosas e da pele. Existem certas dificuldades na identificação das espécies Corynebacterium nos laboratório, sendo muitas vezes necessário recorrer a técnicas que não estão disponíveis em todos os laboratórios. Nos últimos anos, a Corynebacterium striatum tem se mostrado um patógeno (capaz de provocar doenças) em potencial, geralmente em indivíduos debilitados ou imunodeprimidos, que estejam usando cateteres intravenosos e em unidades de terapia intensiva (UTI). Relatamos um caso de bacteremia por Corynebacterium striatum e Ascite Neutrofílica provavelmente relacionado a esse micro-organismo.